# Konkrétní kategorie
Konkrétní kategorie je v matematice, v teorii kategorií, kategorie s injektivním funktorem do kategorie množin (případně do jiné kategorie viz relativní konkrétnost). Tento funktor umožňuje pokládat objekty této kategorie za množiny s přidanou strukturou a její morfismy za funkce, které tuto strukturu zachovávají. Mnoho důležitých kategorií má zjevnou reprezentaci jako konkrétní kategorie, např. kategorie topologických prostorů, kategorie grup a triviálně sama kategorie množin. Na druhou stranu kategorie homotopií topologických prostorů není konkretizovatelná, čili nemá injektivní funktor do kategorie množin.
Pokud je konkrétní kategorie definována bez odkazu na pojem kategorie, sestává ze třídy objektů, z nichž pro každý existuje podkladová množina, a pro každé dva objekty A a B existuje množina funkcí nazývaných morfismy, z podkladové množiny A do podkladové množiny B. Navíc pro každý objekt A musí být funkce identity na podkladové množině A morfismem z A do A, a složení morfismus z A do B a morfismu z B do C musí být morfismus z A do C.

## Definice
Konkrétní kategorie je dvojice (C,U), taková, že
- C je kategorie
- U : C → Set (kategorie množin a funkcí) je věrný funktor.

Funktor U se považuje za zapomínající funktor (anglicky forgetful functor), který přiřazuje každému objektu z C podkladovou množinu a každému morfismu v C podkladovou funkci.
Kategorie C je konkretizovatelná, pokud existuje konkrétní kategorie (C,U). Tj. pokud existuje věrný funktor U: C → Set. Všechny malé kategorie jsou konkretizovatelné: definujeme U tak, že její objektová část zobrazuje každý objekt b kategorie C na množinu všech morfismů C jejichž obor hodnot je b (tj. všechny morfismy tvaru f: a → b pro libovolný objekt a kategorie C) a její morfismová složka zobrazuje každý morfismus g: b → c kategorie C na funkci U(g): U(b) → U(c), která zobrazuje každý člen f: a → b z U(b) na složení gf: a → c, což je člen U(c). (Položka 6 v části Další příklady vyjadřuje stejné U v složitějším jazykem předsvazků (anglicky presheaves). V části Protipříklady jsou uvedeny dvě velké kategorie, které nejsou konkretizovatelné.